# フェローズ (ファッションブランド)
フェローズ（Pherrow's）は、有限会社志村が展開する日本の老舗アメリカンカジュアルブランド。

## 概要
- ザ・リアルマッコイズ設立メンバー三名のうちのひとり志村昌洋が、1991年にフェローズ(Pherrow's)を設立した。「流行に左右されないモノ創り」、「10年、20年後にヴィンテージと呼ばれるモノ創り」をテーマとしたオリジナリティ溢れるアメカジブランドである。「Lucky Pherrow」という架空の人物を想定し、彼のライフスタイルを提案するというコンセプトで誕生した。

- 当初は、主にヴィンテージスウェットやフライトジャケットの復刻をするブランドであったが、現在では、ストーミーブルー（ウエスタン、ワーク系）、シーシーマスターズ（ミリタリー系）、バンブルビー（モーター・サイクル系）、マヒマヒライダー（サーフ系）といった、テーマ別に数種類のブランドを展開し、多岐に亘るアメカン・カジュアルウェアを手掛けている。

- 近年ではそれら細分化したブランドをふたたびフェローズへと統合し、ブランドを統一化する一方で、値ごろ感のある価格を維持する為に積極的に中国で生産する方向性も見せ、ヴィンテージウェアのレプリカの範疇には止まらない展開も見せている。

## ブランド展開

### ストーミーブルー
ストーミーブルー（Stormy Blue）は、1992年にジーンズやウエスタン・シャツなどを中心とするワーク・ウェア及びウエスタン・ウエアを製造するブランドとして誕生した。ストーミーブルーのマスコットキャラクター「DIGO（ディゴ）くん」は以前にも存在していたが、正式に命名されたのは1998年である。2009年3月、ストーミーブルーのジーンズは全て廃止、フェローズ名のバッファローホーンデニムに一新された。

### シーシーマスターズ
シーシーマスターズ（C.C.Masters）とは、コンバットクロージングマスターズ（Combat Clothing Masters）の略であり、フェローズのミリタリーウェアを総括するブランド。1927年、アメリカで生まれた「Lucky Pherrow」が、エースパイロットとしてKorean War（朝鮮戦争）に参戦した頃をイメージした。

### バンブルビー
バンブルビー（Bumblebee）は、フェローズのモーターサイクルウェアを総括するブランド。「いつの時代か、どこかのレーストラックに集まる人々のモータースポーツシーン」をテーマに、2輪・4輪問わずモータースポーツを楽しめるウェアを製造するため、2002年に誕生した。「Bumblebee」とは「マルハナバチ」のことで、雑音やうるさいといった意味もある。

### マヒマヒライダー
マヒマヒライダー（Mahi Mahi! Rider）は、フェローズのハワイアンシャツ、サーフィンウェアを総括するブランド。